# Park So-jin
Park So-jin (박소진?, 朴素珍?; Seul, 21 maggio 1986) è una cantante e attrice sudcoreana, membro e leader del gruppo musicale Girl's Day.

## Biografia
Park So-jin nasce a Seul, in Corea del Sud, il 21 maggio 1986. Ha frequentato la Ahyun Elementary School, la Seobu Girls' Middle School e la Kyungduk Girls' High School. Si è laureata in Ingegneria Meccanica presso la Yeongnam University. Park So-jin è brava a suonare il pianoforte e in calligrafia. È diventata membro delle Girl's Day casualmente, venendo presentata ad un tecnico del suono. Park So-jin afferma che la sua più grande influenza da sempre è l'attrice e cantante Uhm Jung-hwa, considerandola un riferimento per la sua generazione.

## Carriera

### Girl's Day
Il 9 luglio 2010, Park So-jin debuttò come membro delle Girl's Day con il singolo "Tilt My Head", tratto dal primo EP del gruppo, Girl's Day Party #1. Dopo alcune modifiche nella formazione, un secondo EP dal titolo Everyday fu pubblicato il 7 luglio 2011, contenente "Twinkle Twinkle", primo brano del gruppo ad entrare nella top 10 delle classifiche musicali. Il 18 aprile 2012 uscì l'EP Everyday II, mentre l'anno successivo, rimaste in quattro dopo l'abbandono di Jihae, pubblicarono l'album discografico Expectation, ottenendo successo e popolarità con l'omonima title track, che vinse il premio 'canzone più ascoltata dell'anno' ai Gaon Chart K-pop Awards. A gennaio 2014 pubblicarono l'EP Everyday III, e a luglio dello stesso anno l'EP Summer Party. Il 15 ottobre uscì l'EP I Miss You pubblicato come smart card, diventando il primo gruppo nel mondo a pubblicare un disco di questo tipo. Una raccolta, Best Album, è uscita in Giappone il 26 novembre.

### Attività in solitaria
Nel 2011 e 2013, Park So-jin ha cantato i brani "Our Love Like This" e "I Want to Turn Back Time" per le serie televisive Yokmangui bolggot e Yeolae rispettivamente. L'11 luglio 2011, fu portata urgentemente in ospedale per un'insufficienza respiratoria: prima del fatto, Park So-jin perse molto peso in breve tempo e durante le promozioni del gruppo non riusciva a rimanere in equilibrio. Ulteriori esami stabilirono che esso era dovuto a stress riguardo al fitto programma di impegni. Il 29 luglio 2011 partecipò al progetto per il terzo album del compositore Kwak Tae Hoon insieme al rapper Song Ho Bum nella canzone "Bum Bum Bum". Il brano "Telepathy", contenuto nell'EP del gruppo Everyday II, fu composto da Park So-jin. A dicembre 2012 scrisse il testo del pezzo "It's Snowing" per Tokyo Girl. Ad aprile 2013 ha sostituito Nana delle After School nelle performance live del pezzo "Ma Boy 3" con gli Electroboyz. Ad agosto 2013, per il ventesimo anniversario dei Deux, Park So-jin duettò con il rapper Zizo nella canzone "In the Summer", remake della canzone dei Deux del 1994. Il 2 marzo 2014 collaborò con l'artista hip-hop Crucial Star nel brano "Three Things I Want to Give You", remake della canzone di Park Hye Kyung, mentre a luglio fu confermata nel ruolo di Lee Yuri nel drama Choigoui gyulhon. Ad agosto presentò, al fianco di Jun Hyun Moo e Kim Yeon Woo, il varietà Idol School. Il 16 ottobre 2014 entrò nel cast del drama Family ga tteossda, dove interpretò una banchiera appena divorziatasi, sorella del protagonista.

## Discografia
Di seguito, le opere di Park So-jin come solista. Per le opere con le Girl's Day, si veda Discografia delle Girl's Day.

### Colonne sonore
- 2011 – Our Love Like This (Yokmangui bolggot)
- 2013 – I Want to Turn Back Time (Yeolae)

### Collaborazioni
- 2011 – Bum Bum Bum (con Song Ho Bum)
- 2013 – In the Summer (con Zizo)
- 2013 – You Are A Miracle (con il 2013 SBS Gayo Daejun Friendship Project)[30]
- 2014 – Three Things I Want to Give You (con Crucial Star)

## Filmografia
- Moojakjeog family (무작정 패밀리 3) – sitcom (2013)
- Bubu clinic saranggwa jeonjaeng (부부클리닉 사랑과 전쟁 시즌 2) – serie TV (2013)
- The Dramatic (더 드라마틱) – serie TV, episodio 2 (2013)
- Choego-ui gyeolhon (최고의 결혼) – serie TV (2014)
- Familyga tteotda (패밀리가 떴다) – serie TV (2014)
- Con il permesso della corte (변론을 시작하겠습니다?, Byeollon-eul sijakhagesseumnidaLR) – serie TV (2022)
- Iro-un sagi (이로운 사기?) – serial TV (2023)
- Bo-ra! Deborah (보라! 데보라?) – serial TV (2023)